# Huskummer
Der Bei- oder Familienname Huskummer (Bedeutung: Hauskämmerer) tauchte im 13. Jahrhundert erstmals in Norddeutschland auf.

## Erste bezeugte Namensträger
Ein Vredeber Huskummer lebte von 1250 bis 1310. Ein Hinricus Huskummer, geboren in Werle im Jahr 1280, starb etwa 1350. Sein Bruder, genannt Vredeber Barsse, wurde ebenfalls 1280 in Werle geboren und starb 1340. Vredeber Huskummer wird als Sohn des Fretheber Ketelhodt (1210–1270) angesehen. Fretheber war ein Bruder des Matthias Ketelhodt, der bis 1272 auf Wattmannshagen und Radum saß. Der Vorname Vredeber bei den Huskummern spricht für eine Zugehörigkeit zum ursprünglich mecklenburgischen Geschlecht der Ketelhodts. Wie diese führten die Huskummer ein Wappen mit drei eisernen Kesselhüten.

## Die Beziehung zu den Fürsten von Werle
Die Ketelhodts waren Vasallen der Fürsten von Werle. Gerhard Ketelhodt (1250–1308), der Sohn des erwähnten Matthias, wurde mit dem Gut Kambs bei Röbel belehnt. Pribislaw von Werle-Richenberg hatte im 12. Jahrhundert in Parchim eine Burg. Er hatte die Tochter Heinrichs des Löwen geheiratet und die Länder Mecklenburg, Rostock, Werle und Warnow/Parchim zum Lehen erhalten. Von dessen Enkeln erhielt Nicolaus 1232 das Land Werle und Pribislaw 1238 das Land Warnow/Parchim. Ab 1248 nennt Pribislaw sich Herr von Richenberg. In einer Fehde mit dem Bischof von Schwerin wurde Pribislaw gefangen genommen, seine Besitztümer wurden aufgeteilt. 1270 verzichtet er auf das Land Parchim-Richenberg.
Der Stammsitz der Fürsten von Werle befand sich bei Rostock. „Die Ketelhodt treten mit den ihnen stammesgleichen Huskummer schon früh im Meklenburgischen Landestheile hervor. ... Demselben Geschlechte gehörte ... Fredebernus de Barsse an, welcher 1292 in Waren bei Nicolaus von Werle neben Gerardus (?) Huscumer und anderen werleschen Vasallen Zeuge war.“ Barsse sei – so der Gymnasialprofessor August Rudloff – Passee. „Auch der Vorname Fredebernus deutet auf das Ketelhodt-Huskummersche Geschlecht, da derselbe bis über den Beginn des 14. Jahrhunderts hinaus im übrigen sich ausschließlich auf diese Familie beschränkt zeigt.“

## Die Huskummer in Kreien
1369 tauchen die Huskummer im Zusammenhang mit dem Ort Kreien in einer Urkunde auf. Daraus geht hervor, dass die Witwe Margarethe des Vredeber Huskummer und deren Söhne ihren Besitz in Kreien dem Kloster Marienfließ in Stepenitz stiften. Vermutlich erhielt Margarethe Huskummer für ihre Stiftung einen Platz im Zisterzienserinnenkloster Marienfließ, das unweit von Kreien liegt. Die Huskummer werden sich danach aus Kreien zurückgezogen haben. Der Name taucht im Zusammenhang mit dem Ort später nicht mehr auf.

## Die Huskummer in Lübeck
Der Name Huskummer erscheint später wiederholt in Lübeck. Ein Nicolaus Huskummer wird 1377 als Eigentümer des Hauses Mühlenstraße 37 genannt. Das mittelalterliche Giebelhaus wurde 1893 abgerissen. Möglicherweise derselbe Nicolaus Huskummer war dort Ratsherr, floh bei Unruhen 1408 aus der Stadt und starb 1411. Heute ist das Geschlecht ausgestorben.